# Plongeon du Pacifique
Gavia pacifica
Espèce
Statut de conservation UICN

 LC  : Préoccupation mineure
Le Plongeon du Pacifique (Gavia pacifica), aussi appelé Huard du Pacifique, est une espèce d'oiseau de la famille des Gaviidae. Très proche du Plongeon arctique, il a longtemps formé avec ce dernier une seule et même espèce.

## Description

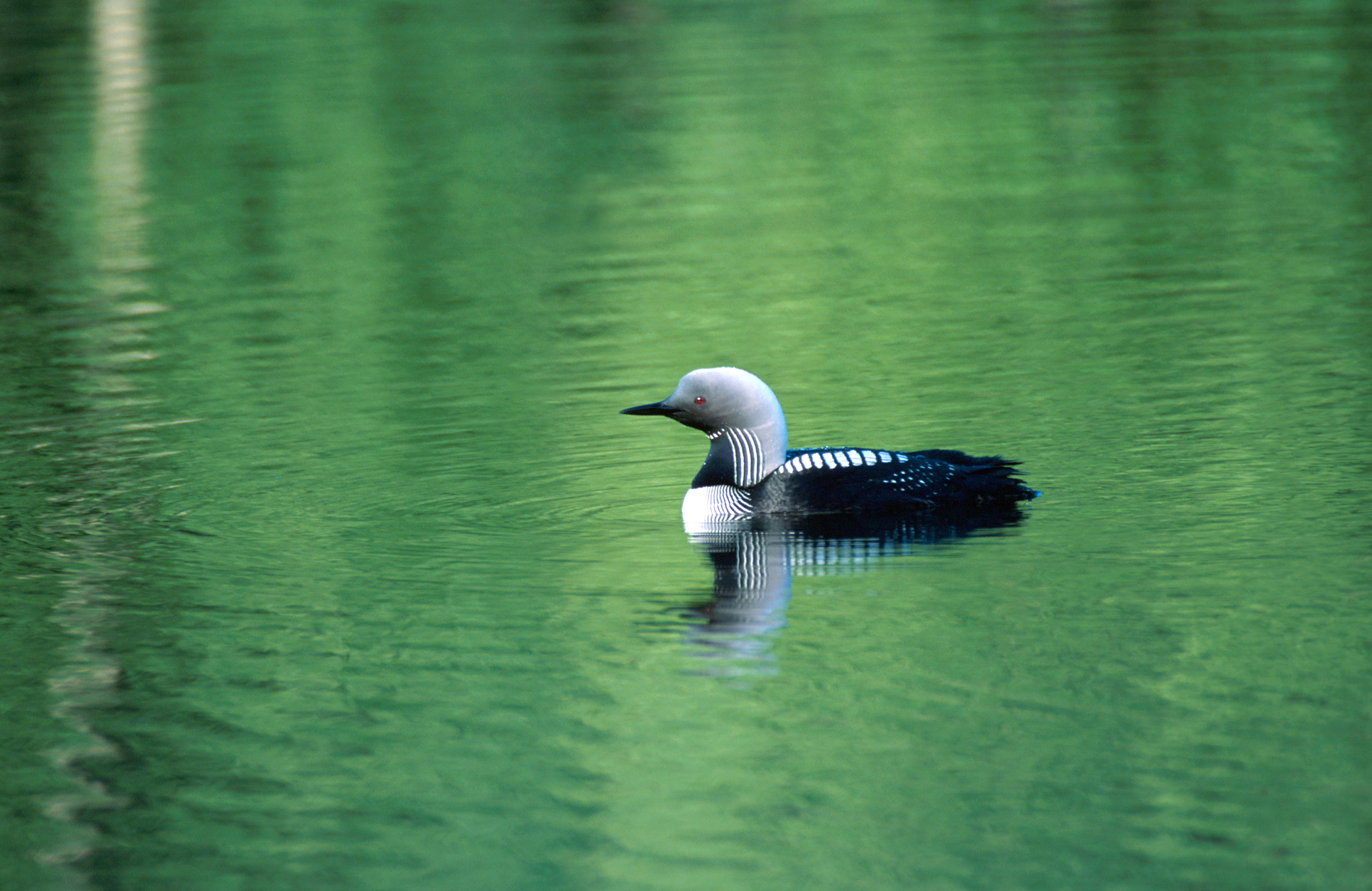
Plongeon du Pacifique en plumage nuptial

Même si le mâle est légèrement plus gros que la femelle, il n'y a pas de dimorphisme sexuel chez cette espèce. D'une longueur comprise entre 58 et 74 cm, ce plongeon a une envergure de 110 à 128 cm et un poids qui peut varier de 1 à 2,5 kg.
Il a un bec sombre, droit et mince en forme de dague. Sa tête est arrondie et ses yeux sont rouges. Il est très semblable au Plongeon arctique, mais ce dernier a les plumes de la nuque plus aplaties et plus de blanc sur les flancs.
Les adultes en plumage nuptial ont la tête et la nuque gris pâle, la gorge violacée pouvant paraître noire ou verte avec des rayures noires et blanches latéralement, le ventre blanc et le dos présentant un échiquier blanc et noir.
Le plumage internuptial est plus terne et brunâtre. Le front et la gorge sont blancs. Celle-ci est séparée de la nuque gris pâle par une mince ligne noire.
Les juvéniles ressemblent à des adultes en plumage internuptial. Les poussins sont des boules de duvet gris.

## Comportement

### Vol
Comme tous les plongeons, le Plongeon du Pacifique a une démarche très malhabile sur la terre ferme à cause de ses pattes situées très en arrière du corps, et il ne peut pas décoller depuis la terre ferme. Il lui faut de 30 à 50 m de longueur d'eau libre pour pouvoir décoller. Il vole avec le cou tendu et les pattes pendantes.

### Alimentation
Piscivore comme tous les plongeons, cet oiseau peut aussi consommer des invertébrés aquatiques pendant la saison de nidification. Il capture ses proies sous l'eau, en plongée. Il peut poursuivre assez longtemps ses proies au cours des plongées grâce à des sacs aériens bien développés.

### Reproduction
Cet oiseau passe la majeure partie de l'année en mer, dans l'océan Pacifique, où il hiverne à une distance variable des côtes, de la pleine mer jusqu'aux baies et estuaires. Il ne revient à terre que pour se reproduire. Pour cela, il s'installera pour trois mois dans la toundra arctique, où il bâtira son nid.
Cette espèce est monogame tant que le couple produit de la descendance.
Le nid est bâti par les deux parents. Ce n'est parfois qu'un simple creux dans le sol, mais il peut aussi être garni d'herbe et de végétaux aquatiques. Dans tous les cas, il est toujours situé à proximité immédiate de l'eau, car les plongeons sont extrêmement malhabiles à terre et ne peuvent décoller que depuis un plan d'eau. La femelle pond un ou deux œufs teintés de couleur variant du marron au vert olive, et présentant des taches plus sombres, brunâtres. L'incubation dure de 23 à 25 jours[réf. nécessaire]. Les poussins sont duveteux et actifs dès l'éclosion (nidifuges) ; ils sont capables de s'éloigner du nid après un ou deux jours seulement.

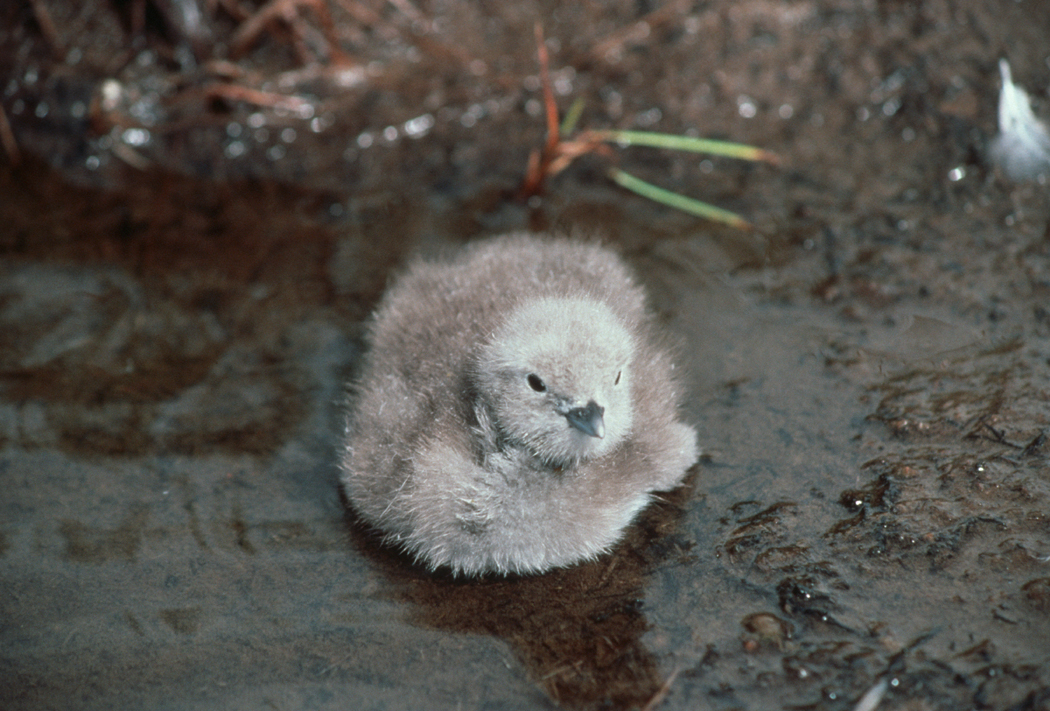
Oisillon du Plongeon du Pacifique

Lorsque la ponte comprend deux œufs, le deuxième est pondu généralement quelques semaines après le premier et éclora donc plus tard. L'aîné des oisillons sera dominant sur son cadet et sera nourri le premier. Si la nourriture vient à manquer, l'aîné sera toujours privilégié, même si cela conduit le cadet à la mort.
Les deux parents s'occupent des petits. Ils promènent souvent leurs oisillons sur leurs dos afin de les protéger du froid et de la prédation. Les oisillons sont indépendants au bout de 5 à 7 semaines.

### Vocalisations
Il pousse des cris mornes ("woueuuuh").

## Répartition

### Répartition et habitat

Carte de répartition
Aire de nidification
Aire d'hivernage

Cet oiseau niche près des lacs profonds de la toundra ou du nord de la taïga. Son aire de répartition, lors de la saison de nidification, va de l'Alaska au nord du Canada, jusque, à l'est, l'île de Baffin sur le continent américain, et en Eurasie, on trouve cette espèce à l'est de la Léna en Sibérie (Russie).
Il hiverne en mer, principalement sur les côtes du Pacifique, mais aussi sur de grands lacs. Sa répartition est alors beaucoup plus vaste. On pourra le rencontrer en Chine, au Japon, en Corée du Nord et Corée du Sud, aux États-Unis et au Mexique.

### Migration
Contrairement aux autres plongeons, le Plongeon du Pacifique migre souvent en groupe (voir le paragraphe Photos et vidéos). Cet oiseau migre vers le nord à partir d'avril pour les populations les plus méridionales, et de mai pour les autres, pour atteindre les aires de nidification. Certains plongeons de Sibérie font un grand détour, traversant l'Eurasie jusqu'à la mer Baltique, puis revenant le long des rivages jusqu'à l'embouchure de l'Ienisseï et de la Léna, ce qui représente un voyage de 15 000 km. Le retour de migration pourra commencer dès la mi-août pour les populations les plus boréales, n'hésitant pas (les jeunes volant encore très mal) à effectuer une partie du trajet à la nage. Le départ principal vers le sud, vers les aires d'hivernage, a plutôt lieu en octobre et novembre.
Des individus erratiques ont été observés au Groenland, à Hong Kong et en Grande-Bretagne. À la fin de 2015, un individu de première année est venu en Suisse et est mort de faim à peine dix jours plus tard.

## Classification et systématique
Cet oiseau a longtemps été considéré comme une sous-espèce du Plongeon arctique (Gavia arctica). Il est actuellement séparé de ce dernier pour former une espèce à part entière.

## Statut et préservation
Les principales menaces pour cette espèce sont les pollutions aux hydrocarbures (qui menacent les populations hivernantes), les pollutions aux métaux lourds (qui s'accumulent dans l'organisme de ces prédateurs par biomagnification) et la pression humaine.
Cette espèce est protégée par le Migratory Bird Treaty Act, comme de nombreuses autres espèces migratrices. L'UICN, de son côté a classé cette espèce dans la catégorie LC, du fait de sa population importante estimée à entre 930 000 et 1 600 000 individus.

## Le plongeon du Pacifique et l'Homme

### Dans la culture japonaise
Le Plongeon du Pacifique et le Plongeon arctique avaient l'habitude, au large du Japon en fin d'hiver, de pêcher collectivement de petits poissons, les réunissant dans une aire réduite afin de les capturer plus facilement. Ceci attirait de plus gros poissons prédateurs, que les pêcheurs japonais pouvaient alors capturer en grand nombre. Avec une telle aide, les pêcheurs gagnaient en février-mars suffisamment d'argent pour vivre un an ; c'est pourquoi ces plongeons étaient considérés comme des messagers des cieux. De nos jours, le déclin des plongeons dans ces régions et l'adoption de nouvelles techniques de pêche ont fait disparaître ces pratiques.

## Philatélie
Plusieurs pays ont émis des timbres à l'effigie de cet oiseau :
le Canada en 2000, la Dominique en 1986, et la Mongolie en 1978 et 1993 (voir un exemple ici).

### Photos et vidéos
- Galerie Flickr sur Avibase : Gavia pacifica
- Vidéo IBC (Internet Bird Collection) Groupe de G. pacifica en vol, migration de printemps, Sud Californie.
- Photo d'un G. pacifica en plumage internuptial sur Oiseau.net